# Gottfried Funeck
Gottfried Funeck (* 3. Januar 1933 in Rumburk; † 16. März 2011 in Berlin) war ein deutscher Landschaftsplaner und Gartenarchitekt und von 1975 bis 1990 Direktor des Stadtgartenamtes in Ost-Berlin. Zusammen mit seinen Mitarbeitern im Magistrat von Berlin plante er zahlreiche große Park- und Grünanlagen. Im Jahr 2017 wurde mit der Namensgebung eines Verkehrsweges im Bezirk Marzahn-Hellersdorf seine Arbeit posthum geehrt.

## Leben
Gottfried Funeck wurde im Sudetenland in der damaligen Tschechoslowakei geboren. Nach der Aussiedlung seiner Familie in die sowjetische Besatzungszone lernte nach dem Abschluss der Schule Anfang der 1950er Jahre in Freiberg den Beruf eines Gärtners und arbeitete danach in Markkleeberg bei Leipzig als Gärtnergehilfe in der neu entstehenden Garten- und Landschaftsausstellung der DDR.
Funeck studierte von 1957 bis 1960 an der Fachschule für Gartenbau in Erfurt. Nach dem Studium wurde er in Ost-Berlin Mitarbeiter des Stadtgartenamtes. Er absolvierte an der Humboldt-Universität zu Berlin ein Fernstudium in Gartenbau und erwarb den Titel eines Diplomgärtners. 1975 wurde er als Nachfolger von Helmut Lichey Leiter des Stadtgartenamtes. 1990 wurde er vom Magistrat wegen der „Neuordnung bisheriger Aufgaben und Verantwortlichkeiten“ entlassen.

## Wirken
Funeck war als Stadtgartendirektor für die Gestaltung und Pflege öffentlicher Grünanlagen in Ost-Berlin verantwortlich. Das Stadtgartenamt legte maßgeblich die Standards für die Grünanlagen in den Neubaugebieten fest. Durch Pflegeverträge unterstützte es ehrenamtliche Tätigkeiten von Einwohnern, Hausgemeinschaften und Betrieben (in den 1980er Jahren bis zu 10.000). Im sogenannten „Mach mit!“-Wettbewerb für die Verschönerung von Städten und Gemeinden wurden seit Ende der 1960er Jahre zahlreiche derartige Initiativen gestartet. Funecks besonderes Augenmerk galt Ersatz- und Neupflanzungen von Bäumen, von denen in den 1980er Jahren in Ost-Berlin jährlich bis zu 100.000 vorgenommen wurden.
Funeck war in den Jahren 1969 bis 1972 für die gärtnerische Gestaltung der Grünanlagen am Fuße des Berliner Fernsehturms, der vorgelagerten Terrasse und der Wasserkaskaden verantwortlich. Er gilt auch als Mitbegründer der „Berliner Blumenschau“, die von 1976 bis 1989 jährlich im Ausstellungszentrum am Fernsehturm veranstaltet wurde.
Im Jahr 1977 rief er den Ideenwettbewerb Park an der Spree ins Leben, der eine Verbindung zwischen den Grünanlagen unter dem Fernsehturm mit der Straße Unter den Linden schaffen sollte. Der Park wurde im Jahr 1986 als Marx-Engels-Forum seiner Bestimmung übergeben.

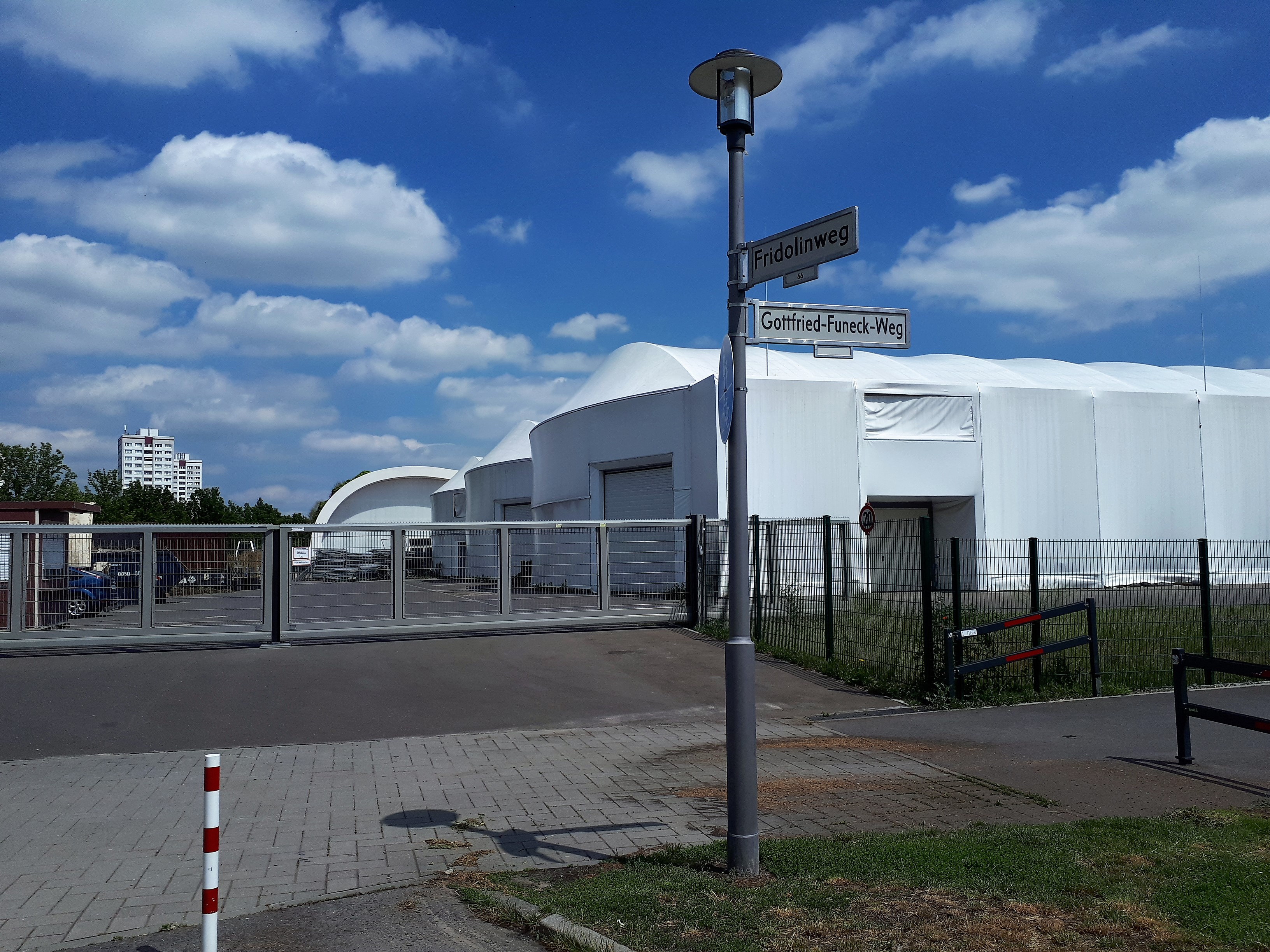
Gottfried-Funeck-Weg südlich der „Gärten der Welt“

Aus Anlass der 750-Jahr-Feier Berlins im Jahr 1987 entwarf und leitete Funeck die Gestaltung der Flächen unterhalb des Kienbergs in Marzahn. Es entstand die Berliner Gartenschau, die heutige Parkanlage „Gärten der Welt“.
Gottfried Funeck gehörte zu den Mitgliedern des im Jahr 2009 gegründeten Vereins Freunde der Gärten der Welt. Heinrich Niemann, Gründungsvorsitzender dieses Vereins, zugleich auch Bezirksstadtrat von Berlin-Marzahn 1992 bis 2006, würdigte Funecks Engagement: „Er hat sein Wissen zur Verfügung gestellt und so zur Erfolgsgeschichte der heutigen Gärten der Welt beigetragen“.

## Ehrungen
- 1979: Banner der Arbeit Stufe III[7]
- 2017: Benennung des Gottfried-Funeck-Weges in Berlin-Marzahn und Berlin-Hellersdorf[2]

## Veröffentlichungen
- mit Walter Meißner: Vorgärten. Deutscher Landwirtschaftsverlag, Berlin 1972.
- mit Walter Meißner: Schöne Grünanlagen in Städten und Gemeinden. Deutscher Landwirtschaftsverlag, Berlin 1974.
- mit Walter Meißner: Sommerblumen in Klein- und Siedlergärten.  Verband der Kleingärtner, Siedler und Kleintierzüchter, Berlin 1982.
- mit Waltraud Schönholz, Fritz Steinwasser: Park- und Grünanlagen in Berlin. Berlin-Information, Berlin 1984.